# Piotr Bogdanowicz (prawnik)
Piotr Bogdanowicz – polski prawnik, doktor habilitowany nauk prawnych, nauczyciel akademicki (profesor uczelni) Wydziału Prawa i Administracji Uniwersytetu Warszawskiego, radca prawny, specjalista w zakresie prawa europejskiego i prawa zamówień publicznych.

## Życiorys
W 2007 ukończył studia prawnicze na Wydziale Prawa i Administracji Uniwersytetu Warszawskiego uzyskując tytuł magistra prawa. W 2010 na podstawie napisanej pod kierunkiem prof. dr hab. M. M. Kenig-Witkowskiej rozprawy pt. Interes publiczny w prawie energetycznym Unii Europejskiej otrzymał na macierzystym wydziale stopień naukowy doktora nauk prawnych. Tam też na podstawie dorobku naukowego oraz rozprawy pt. Modyfikacja umowy w prawie zamówień publicznych Unii Europejskiej w 2019 nadano mu stopień naukowy doktora habilitowanego w dziedzinie nauk społecznych w dyscyplinie nauki prawne.
Został adiunktem Wydziału Prawa i Administracji Uniwersytetu Warszawskiego w Katedrze Prawa Europejskiego. Był wykładowcą Szkoły Głównej Handlowej w Warszawie. Odbył staże naukowe na uniwersytetach w Cardiff, Pekinie i Turynie.
Członkostwo w stowarzyszeniach naukowych i zawodowych:
- Stowarzyszenie Prawa Zamówień Publicznych
- Polskie Stowarzyszenie Prawa Europejskiego
- European Procurement Law Group[2]

Wykonuje zawód radcy prawnego.